# Округ Сејлем (Њу Џерзи)
Сејлем (енгл. Salem County) је округ у америчкој савезној држави Њу Џерзи.

## Демографија
По попису из 2010. године број становника је 66.083, што је 1.798 (2,8%) становника више него 2000. године.
| Група             | 2000.          | 2010.          |
| Белци             | 51.171 (79,6%) | 50.736 (76,8%) |
| Афроамериканци    | 9.498 (14,8%)  | 9.309 (14,1%)  |
| Азијати           | 396 (0,6%)     | 557 (0,8%)     |
| Хиспаноамериканци | 2.498 (3,9%)   | 4.507 (6,8%)   |
| Укупно            | 64.285         | 66.083         |